# Zemské volby v Čechách březen 1867
Zemské volby v Čechách v březnu 1867 byly volby konané v Českém království 20., 22. a 26. – 28. března 1867, kterými byli zvoleni poslanci Českého zemského sněmu coby zákonodárného sboru zemské samosprávy v rámci ústavního systému Rakouského císařství. Byly vypsány císařem podruhé během několika měsíců s cílem změnit dosavadní federalistickou, státoprávní většinu na sněmu, která bránila obeslání Říšské rady (celostátního parlamentu) a tak blokovala schválení ústavních zákonů o rakousko-uherském vyrovnání. Výsledek hlasování skutečně přinesl zvrat v silových poměrech na sněmu, na kterém nyní převádly centralistické, provídeňské síly.

## Dobové souvislosti
Od roku 1861, kdy v Rakousku došlo k obnovení parlamentního a ústavního systému vlády, se česká občanská politická reprezentace (Národní strana neboli staročeši) i česká historická šlechta (Strana konzervativního velkostatku) profilovala jako obhájce federativního pojetí rakouského státu a českého státoprávního programu. Tyto české aspirace ale nebyly panovníkem ani vládou naplněny. Rakouské císařství bylo po roce 1866 oslabeno dopady prohrané prusko-rakouské války a trvale paralyzováno odporem Uherska, které podobně jako čeští federalisté odmítalo koncepci unitárního rakouského státu. Koncem roku 1866 proběhla intenzivní jednání Vídně s představiteli uherských politických špiček a začal se rodit koncept dualistického řešení státoprávní krize monarchie (rakousko-uherské vyrovnání, přetvoření státu na volný svazek dvou států). K odsouhlasení těchto zásadních státoprávních reforem bylo nutné jejich projednání Říšskou radou coby celostátním zákonodárným sborem. Říšská rada ovšem byla tehdy volena nepřímo, jako sbor delegátů jednotlivých zemských sněmů. V zemských volbách v Čechách v lednu 1867 vypsaných za tím účelem ovšem na Českém zemském sněmu převádly federalistické síly, které odmítaly dualismus a ignorování českého státního práva. Podobně dopadly i zemské volby na Moravě v lednu 1867. Český zemský sněm svolání Říšské rady označil za nezákonné shromáždění nějaké západní polovice říše. Hrozilo, že v kombinaci s dalšími politickými silami federalistického ražení (německorakouští konzervativci z alpských zemí, Poláci z Haliče apod.) nebude Říšská rada vůbec obeslána, nebo na ní budou převládat síly odmítající rakousko-uherské vyrovnání. Za této situace se vídeňská vláda rozhodla český i moravský sněm rozpustit a vypsat nové volby, které měly zlomit opoziční síly.

## Průběh a výsledky voleb
Volební systém do Českého zemského sněmu odpovídal parametrům, které zde nastavila již únorová ústava roku 1861. Voleno bylo 236 poslanců a to ve čtyřech skupinách: kurie venkovských obcí, skupina měst, skupina obchodních a živnostenských komor a kurie velkostatkářská, ve všech s omezeným volebním právem (volební cenzus). Na sněmu pak tyto čtyři volební skupiny tvořily tři kurie (poslanci zvolení za skupinu měst a skupinu obchodních a živnostenských komor zasedali v společné kurii měst). Kromě nich na sněmu zasedalo pět nevolených virilistů, kteří mandát nabývali z titulu své funkce. Celkem tak měl sněm 241 poslanců.
Zatímco v kurii měst a venkovských obcí (volby konány 20. a 22. března) nebylo možné očekávat větší volební přesuny, protože v etnicky českých obvodech měli čeští státoprávní kandidáti silné postavení, rozhodující souboj proběhl v kurii velkostatkářské (volby konány ve dnech 26. – 28. března 1867), kde při extrémně malém počtu oprávněných voličů z řad šlechty a velkých pozemkových majitelů mohlo dojít k výraznému přelivu 70 mandátů na tu či onu stranu. Předseda vlády Friedrich Ferdinand von Beust spustil v Čechách silnou přesvědčovací kampaň mezi šlechtou. Po českých zemích agitoval i mladší bratr císaře Františka Josefa Karel Ludvík Rakousko-Uherský. Argumentoval tím, že dynastická loajalita šlechty se v této chvíli musí projevit i podporou vlády. Kromě toho docházelo k manipulacím se seznamy voličů. Až do března 1867 mezi šlechtou na Českém zemském sněmu převažovala Strana konzervativního velkostatku, kterou vedl Jindřich Jaroslav Clam-Martinic s která spolupracovala se staročechy, byla zastánkyní českého státního práva a podporovala české autonomistické aspirace. Nyní ovšem díky vládnímu tlaku velkostatkářskou kurii ovládla provídeňská Strana ústavověrného velkostatku, které předsedal Karel Vilém Auersperg.
Ve velkostatkářské kurii byli zvoleni z celkových 70 poslanců jen 2 příslušníci Strany konzervativního velkostatku. Poražení členového konzervativní šlechty se pak vzdali svých poslaneckých mandátů. Celkově měl Český zemský sněm 154 ústavověrných a 87 státoprávních poslanců.
Podle sociálního a profesního dělení bylo 87 etnicky českých poslanců zemského sněmu zvolených v kuriích měst, venkovských obcí a živnostenských a obchodních komor rozděleno následovně: 60 buržoazních a maloburžoazních vzdělanců (z toho 24 právníků, 7 lékařů a lékárníků, 4 vysokoškolští učitelé, 8 středoškolských učitelů, 7 vědců a novinářů, 4 katoličtí kněží, 2 státní úředníci a 5 samosprávních úředníků), 11 buržoazních podnikatelů (z toho 6 továrníků, 4 obchodníci a peněžníci a 1 manažer), 8 příslušníků maloburžoazie (z toho 8 blíže neurčených měšťanů), 7 příslušníků agrární buržoazie (z toho 5 rolníků či statkářů a 2 mlynáři) a 1 šlechtický velkostatkář.
Výsledek voleb učinil z české politické reprezentace menšinu, která jíž nemohla zabránit tomu, aby sněm obeslal Říšskou radu a pomohl tak ke schválení rakousko-uherského vyrovnání. 13. dubna 1867 český předák František Ladislav Rieger přednesl jménem českých poslanců na sněmu protest proti rodícímu se ústavnímu konceptu Rakouska-Uherska. Již předtím se čeští politici radili o dalším postupu. Rieger a František Palacký byli pro trvalý odchod ze sněmu a jeho bojkot, zatímco někteří radikálně demokraticky orientovaní politici jako Karel Sladkovský nebo bratři Eduard a Julius Grégr odmítali zcela rezignovat na tuto politickou tribunu. Výsledkem tak byl kompromis; po Riegrově protestním projevu čeští poslanci odešli za volání hesla „Sláva našemu králi!“ ze sněmu, ale na mandáty formálně nerezignovali, pouze se v rámci politiky pasivní rezistence přestali účastnit jeho práce. Centralistická většina na sněmu pak bez problémů odsouhlasila delegáty do Říšské rady, která se sešla 20. května 1867.
Česká politická reprezentace po celý zbytek funkčního období sněmu zůstala v pasivní rezistenci, s jedinou výjimkou. 22. srpna 1868 se čeští zákonodárci dostavili do sněmu a František Ladislav Rieger přednesl jejich jménem státoprávní deklaraci českých poslanců coby nejucelenější programový manifest české opozice. Signatáři deklarace pak byli v září 1868 zbaveni pro absenci poslaneckých mandátů. V září 1869 se konaly doplňovací volby v takto uvolněných okrscích. Vyhráli v nich titíž deklaranti.